# Second Division 1996-1997
La Football League Second Division 1996-1997 è stato il 70º campionato inglese di calcio di terza divisione, nonché il 5º con la denominazione di Second Division.

## Squadre partecipanti
| Squadra             | Città               | Stadio              | Stagione precedente                                     |
| ------------------- | ------------------- | ------------------- | ------------------------------------------------------- |
| Blackpool           | Blackpool           | Bloomfield Road     | 3º posto in Football League Second Division             |
| Bournemouth         | Bournemouth         | Dean Court          | 14º posto in Football League Second Division            |
| Brentford           | Londra (Hounslow)   | Griffin Park        | 15º posto in Football League Second Division            |
| Bristol City        | Bristol             | Ashton Gate         | 13º posto in Football League Second Division            |
| Bristol Rovers      | Bristol             | Twerton Park (Bath) | 10º posto in Football League Second Division            |
| Burnley             | Burnley             | Turf Moor           | 17º posto in Football League Second Division            |
| Bury                | Bury                | Gigg Lane           | 3º posto in Football League Third Division, promosso    |
| Chesterfield        | Chesterfield        | Saltergate          | 7º posto in Football League Second Division             |
| Crewe Alexandra     | Crewe               | Gresty Road         | 5º posto in Football League Second Division             |
| Gillingham          | Gillingham          | Priestfield Stadium | 2º posto in Football League Third Division, promosso    |
| Luton Town          | Luton               | Kenilworth Road     | 24º posto in Football League First Division, retrocesso |
| Millwall            | Londra (Bermondsey) | The Den             | 22º posto in Football League First Division, retrocesso |
| Notts County        | Nottingham          | Meadow Lane         | 4º posto in Football League Second Division             |
| Peterborough United | Peterborough        | London Road         | 19º posto in Football League Second Division            |
| Plymouth Argyle     | Plymouth            | Home Park           | 4º posto in Football League Third Division, promosso    |
| Preston North End   | Preston             | Deepdale            | 1º posto in Football League Third Division, promosso    |
| Rotherham United    | Rotherham           | Millmoor            | 16º posto in Football League Second Division            |
| Shrewsbury Town     | Shrewsbury          | Gay Meadow          | 18º posto in Football League Second Division            |
| Stockport County    | Stockport           | Edgeley Park        | 9º posto in Football League Second Division             |
| Walsall             | Walsall             | Bescot Stadium      | 11º posto in Football League Second Division            |
| Watford             | Watford             | Vicarage Road       | 23º posto in Football League First Division, retrocesso |
| Wrexham             | Wrexham             | Racecourse Ground   | 8º posto in Football League Second Division             |
| Wycombe Wanderers   | High Wycombe        | Adams Park          | 12º posto in Football League Second Division            |
| York City           | York                | Bootham Crescent    | 20º posto in Football League Second Division            |

## Classifica finale
|  | Pos. | Squadra          | Pt | G  | V  | N  | P  | GF | GS | DR  |
|  | ---- | ---------------- | -- | -- | -- | -- | -- | -- | -- | --- |
|  | 1    | Bury             | 84 | 46 | 24 | 12 | 10 | 62 | 38 | +24 |
|  | 2    | Stockport County | 82 | 46 | 23 | 13 | 10 | 59 | 41 | +18 |
|  | 3    | Luton Town       | 78 | 46 | 23 | 13 | 10 | 59 | 41 | +18 |
|  | 4    | Brentford        | 74 | 46 | 20 | 14 | 12 | 56 | 43 | +13 |
|  | 5    | Bristol City     | 73 | 46 | 21 | 10 | 15 | 69 | 51 | +18 |
|  | 6    | Crewe Alexandra  | 73 | 46 | 22 | 7  | 17 | 56 | 47 | +9  |
|  | 7    | Blackpool        | 69 | 46 | 18 | 15 | 13 | 60 | 47 | +13 |
|  | 8    | Wrexham          | 69 | 46 | 17 | 18 | 11 | 54 | 50 | +4  |
|  | 9    | Burnley          | 68 | 46 | 19 | 11 | 16 | 71 | 55 | +16 |
|  | 10   | Chesterfield     | 68 | 46 | 18 | 14 | 14 | 42 | 39 | +3  |
|  | 11   | Gillingham       | 67 | 46 | 19 | 10 | 17 | 60 | 59 | +1  |
|  | 12   | Walsall          | 67 | 46 | 19 | 10 | 17 | 54 | 53 | +1  |
|  | 13   | Watford          | 67 | 46 | 16 | 19 | 11 | 45 | 38 | +7  |
|  | 14   | Millwall         | 61 | 46 | 16 | 13 | 17 | 50 | 55 | -5  |
|  | 15   | Preston N.E.     | 61 | 46 | 18 | 7  | 21 | 49 | 55 | -6  |
|  | 16   | Bournemouth      | 60 | 46 | 15 | 15 | 16 | 43 | 45 | -2  |
|  | 17   | Bristol Rovers   | 56 | 46 | 15 | 11 | 20 | 47 | 50 | -3  |
|  | 18   | Wycombe          | 55 | 46 | 15 | 10 | 21 | 51 | 56 | -5  |
|  | 19   | Plymouth         | 54 | 46 | 12 | 18 | 16 | 47 | 58 | -11 |
|  | 20   | York City        | 52 | 46 | 13 | 13 | 20 | 47 | 68 | -21 |
|  | 21   | Peterborough Utd | 47 | 46 | 11 | 14 | 21 | 55 | 73 | -22 |
|  | 22   | Shrewsbury Town  | 46 | 46 | 11 | 13 | 22 | 49 | 74 | -25 |
|  | 23   | Rotherham Utd    | 35 | 46 | 7  | 14 | 25 | 39 | 70 | -31 |
|  | 24   | Notts County     | 35 | 46 | 7  | 14 | 25 | 33 | 59 | -26 |

Legenda:
      Promosso in Football League First Division 1997-1998.
  Ammesso ai play-off.
      Retrocesso in Football League Third Division 1997-1998.
Regolamento:
Tre punti a vittoria, uno a pareggio, zero a sconfitta.
In caso di arrivo di due o più squadre a pari punti, la graduatoria verrà stilata secondo i seguenti criteri:
- maggior numero di gol segnati
- differenza reti

## Spareggi

### Play-off

#### Tabellone
|  | Semifinali | Semifinali      | Semifinali | Semifinali | Semifinali |  |  | Finale          | Finale          | Finale |  |
|  |            |                 |            |            |            |  |  |                 |                 |        |  |
|  | 6          | Crewe Alexandra | 2          | 2          | 4          |  |  |                 |                 |        |  |
|  | 3          | Luton Town      | 1          | 2          | 3          |  |  | Crewe Alexandra | Crewe Alexandra | 1      |  |
|  | 5          | Bristol City    | 1          | 1          | 2          |  |  | Brentford       | Brentford       | 0      |  |
|  | 4          | Brentford       | 2          | 2          | 4          |  |  |                 |                 |        |  |

#### Semifinali
|                 | Risultati |                 | Luogo e data            |
| --------------- | --------- | --------------- | ----------------------- |
| Crewe Alexandra | 2-1       | Luton Town      | Crewe, 11 maggio 1997   |
| Luton Town      | 2-2       | Crewe Alexandra | Luton, 14 maggio 1997   |
|                 |           |                 |                         |
| Bristol City    | 1-2       | Brentford       | Bristol, 11 maggio 1997 |
| Brentford       | 2-1       | Bristol City    | Londra, 14 maggio 1997  |
|                 |           |                 |                         |

#### Finale
|           | Risultati |                 | Luogo e data                             |
| --------- | --------- | --------------- | ---------------------------------------- |
| Brentford | 0-1       | Crewe Alexandra | Londra (Wembley Stadium), 25 maggio 1996 |
|           |           |                 |                                          |